# Quốc Toản
Quốc Toản là một xã thuộc huyện Quảng Hòa, tỉnh Cao Bằng, Việt Nam.

## Địa lý
Xã Quốc Toản nằm ở phía tây bắc huyện Quảng Hòa, có vị trí địa lý:
- Phía đông giáp xã Phi Hải và xã Phúc Sen
- Phía tây huyện Hòa An
- Phía nam giáp huyện Hòa An và xã Tự Do
- Phía bắc giáp huyện Trùng Khánh.

Xã Quốc Toản có diện tích 31,55 km², dân số năm 2019 là 2.097 người, mật độ dân số đạt 66 người/km².
Trên địa bàn xã Quốc Toản có các ngọn núi như Lũng Đẩy, Lũng Lẹng, Lũng Riệc, Mang Hoàng. Quốc Toản có hồ Thăng Luông và hồ Thang Hen. Xã có quốc lộ 3 chạy qua phần phía nam, trên tuyến đường có đèo Mã Phục. Quốc lộ 34 chạy từ đoạn giao với quốc lộ 3 về hướng bắc.

## Lịch sử
Trước đây, xã Quốc Toản vốn thuộc huyện Quảng Uyên, tỉnh Cao Bằng.
Ngày 8 tháng 3 năm 1967, Hội đồng Chính phủ ra Quyết định 27-CP sáp nhập hai huyện Phục Hòa và Quảng Uyên thành huyện Quảng Hòa. Xã Quốc Toản thuộc huyện Quảng Hòa.
Ngày 10 tháng 6 năm 1981, xã Quốc Toản được chuyển về huyện Trà Lĩnh quản lý.
Ngày 13 tháng 12 năm 2001, huyện Quảng Hòa lại tách thành hai huyện Quảng Uyên và Phục Hòa.
Đến năm 2019, xã Quốc Toản được chia thành 14 xóm: Cao Xuyên, Cốc Phát, Bản Danh, Khau Rặc, Lũng Đẩy Dưới, Lũng Đẩy Trên, Lũng Giang, Lũng Úc - Lũng Lẹng, Lũng Riệc, Lũng Sặp, Lũng Táo, Nhòm Nhèm, Pác Vầu, Bản Quang.
Ngày 9 tháng 9 năm 2019, Hội đồng Nhân dân tỉnh Cao Bằng ban hành Nghị quyết số 27/NQ-HĐND về việc:
- Sáp nhập hai xóm Cốc Phát và Pát Vầu thành xóm Cốc Phát - Pác Vầu
- Sáp nhập hai xóm Nhòm Nhèm và xóm Lũng Đẩy Dưới thành xóm Nhòm Nhèm - Lũng Đẩy
- Sáp nhập xóm Lũng Sặp vào xóm Khau Rặc
- Sáp nhập hai xóm Lũng Giang và Lũng Đẩy Trên thành xóm Lũng Đẩy
- Sáp nhập hai xóm Lũng Riệc và Lũng Úc - Lũng Lẹng vào xóm Bản Quang
- Sáp nhập hai xóm Bản Danh và Lũng Táo thành xóm Bản Danh - Lũng Táo.

Ngày 11 tháng 2 năm 2020, Ủy ban Thường vụ Quốc hội ban hành Nghị quyết số 897/NQ-UBTVQH14 về việc sắp xếp các đơn vị hành chính cấp huyện và đổi tên đơn vị hành chính cấp xã thuộc tỉnh Cao Bằng (nghị quyết có hiệu lực từ ngày 1 tháng 3 năm 2020). Theo đó:
- Giải thể huyện Trà Lĩnh
- Sáp nhập xã Quốc Toản với hai huyện Quảng Uyên và Phục Hòa để tái lập huyện Quảng Hòa.

## Hành chính
Xã Quốc Toản được chia thành 7 xóm: Bản Danh - Lũng Táo, Bản Quang, Cao Xuyên, Cốc Phát - Pác Vầu, Khau Rặc, Lũng Đẩy, Nhòm Nhèm - Lũng Đẩy.